# Tubaphis
Tubaphis är ett släkte av insekter som beskrevs av Hille Ris Lambers 1947. Tubaphis ingår i familjen långrörsbladlöss.
Kladogram enligt Catalogue of Life och Dyntaxa:
| Tubaphis | \| \| Tubaphis clematophila \| \| \| \| \| \| Tubaphis ranunculina \| \| \| \| |
|          | \| \| Tubaphis clematophila \| \| \| \| \| \| Tubaphis ranunculina \| \| \| \| |
|          | Tubaphis clematophila                                                          |
|          |                                                                                |
|          | Tubaphis ranunculina                                                           |
|          |                                                                                |